# Oscar Zeta Acosta
Oscar Zeta Acosta (n. 8 aprilie 1935 - dispărut în 1974) a fost un avocat american, politician, romancier minor și activist al Mișcării Chicano, probabil cel mai cunoscut datorită prieteniei cu autorul american Hunter S. Thompson care l-a caracterizat ca pe avocatul său samoan Dr. Gonzo în romanul său de succes Fear and Loathing in Las Vegas.
1. 1 2  Oscar Zeta Acosta, SNAC, accesat în 9 octombrie 2017
2. 1 2  Oscar Zeta Acosta, Find a Grave, accesat în 9 octombrie 2017
3. 1 2  Autoritatea BnF, accesat în 10 octombrie 2015
4. ↑  „Oscar Zeta Acosta”, Gemeinsame Normdatei, accesat în 4 mai 2014
5. ↑  „Oscar Zeta Acosta”, Gemeinsame Normdatei, accesat în 17 decembrie 2014
6. ↑  Oscar Zeta Acosta, MAK
7. ↑  Autoritatea BnF, accesat în 10 octombrie 2015